# کریسائور
کریسائور (به یونانی: Χρυσάωρ، به انگلیسی: Chrysaor) یکی از موجودات افسانه‌ای در اساطیر یونان باستان بوده‌است.
کریسائور، دومین فرزند مدوسا و پوزئیدون است. دربارهٔ این موجود اطلاع زیادی در دست نیست، تنها می‌دانیم که او به احتمال زیاد یک غول بوده و جنگجویی قدرتمند به شمار می‌آمده است و نام وی کمان طلایی معنا می‌دهد.